# Parcela Treinta y Dos
Parcela Treinta y Dos är en ort i Mexiko.   Den ligger i kommunen Ensenada och delstaten Baja California, i den nordvästra delen av landet, 2 200 km nordväst om huvudstaden Mexico City. Parcela Treinta y Dos ligger 321 meter över havet och antalet invånare är 113.
Terrängen runt Parcela Treinta y Dos är huvudsakligen kuperad, men den allra närmaste omgivningen är platt. Runt Parcela Treinta y Dos är det glesbefolkat, med 8 invånare per kvadratkilometer. Närmaste större samhälle är Rancho Verde, 19,4 km söder om Parcela Treinta y Dos. Omgivningarna runt Parcela Treinta y Dos är i huvudsak ett öppet busklandskap.